# Calamomyia agrostis
Calamomyia agrostis är en tvåvingeart som först beskrevs av Ephraim Porter Felt 1908.  Calamomyia agrostis ingår i släktet Calamomyia och familjen gallmyggor. Inga underarter finns listade i Catalogue of Life.